# ألفونس دس غيران
ألفونس دس غيران (بالفرنسية: Alphonse Guérin)‏ هو جراح فرنسي، ولد في 9 أغسطس 1816 في بلويرميل في فرنسا، وتوفي في 21 فبراير 1895 في باريس في فرنسا.